# آدولف مانتاشیان
آدولف هایراپتی مانتاشیان (ارمنی: Ադոլֆ Հայրապետի Մանթաշյան؛ زادهٔ ۱۶ مارس ۱۹۳۲ - درگذشته ۹ آوریل ۲۰۲۱) یک شیمی‌فیزیکدان اهل ارمنستان بود.

## زندگی‌نامه
در۱۶ مارس ۱۹۳۲ در ایروان به دنیا آمد و از دانشگاه ملی پلی‌تکنیک ارمنستان (۱۹۵۶) فارغ‌التحصیل شد. وی عضو فرهنگستان ملی علوم ارمنستان (۱۹۹۰)، آکادمی علوم نیویورک(۱۹۹۵) و آکادمی بین‌المللی مهندسی (۱۹۹۶) بود. وی همچنین برنده جایزه دولتی ارمنستان شوروی (۱۹۷۶)، دانشمند شایسته جمهوری ارمنستان (۲۰۰۳) شده است. وی در ۹ آوریل ۲۰۲۱ در سن ۸۹ سالگی درگذشت.

## یادداشت
1. ↑  քիմիական գիտությունների դոկտոր
2. ↑  Քիմիական ֆիզիկա
3. ↑  քիմիական կինետիկա
4. ↑  շղթայական ռեակցիաներ
5. ↑  այրման և պայթման պրոցեսներ, սառը բոցեր: Ածխաջրածինների օքսիդացման շղթայական ռեակցիաներում ազատ ռադիկալների հայտնաբերում և շղթայական ռեակցիաների ազդեցությամբ անօրգանական նյութերի փոխարկման մեխանիզմի ուսումնասիրություն
6. ↑  International Academy of Engineering